# Cap Fugui

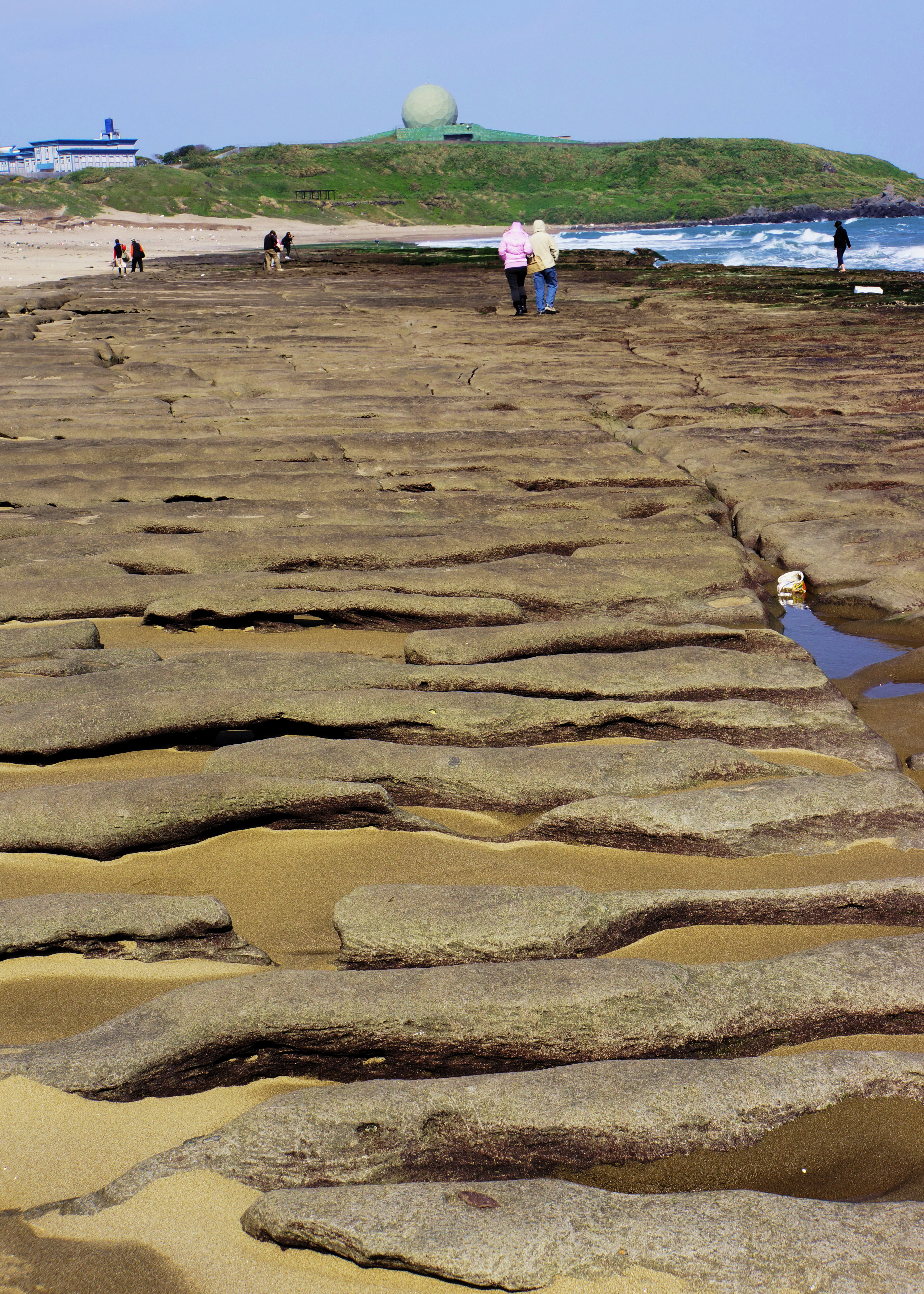
Plage rocheuse du parc Fugui.

Le cap Fugui est le point le plus septentrional de Taïwan. Il est situé à l'intérieur du parc national du cap Fugui près de Laomei dans le district de Shimen au Nouveau Taipei.

## Nom
Fùguì est la romanisation de la prononciation en mandarin de son nom chinois "富貴角". Ces caractères signifient littéralement « cap riche et noble » mais ils sont en réalité une transcription de la prononciation locale du Hokkien « Hù-kùi », utilisée comme translittération du néerlandais « hoek » qui signifie « crochet » ou « cap ».
Au XIXe siècle, le cap était surnommé « Foki » pendant la période de domination Qing. Sous l'occupation japonaise, il fut nommé « Fūki Kaku » d'après la prononciation japonaise des mêmes caractères. Enfin, la dénomination « Fuguei » fut employée lors de la brève utilisation officielle de tongyong pinyin.

## Géographie
Le cap Fugui est le point le plus septentrional de l'île de Taïwan et forme une extrémité de la baie de Laomei.
Le cap, sous son nom japonais Fuki Kaku, fait partie des définitions actuelles de l'OHI des mers de Chine orientale et de Chine méridionale. Le projet non encore approuvé de la 4e édition des Limites des océans et des mers modifie le nom sous sa forme en pinyin, Fugui mais déplace la limite de la mer de Chine méridionale de Fugui au cap Eluanbi, au sud de Taïwan.
Le cap Fugui est également considéré comme faisant partie de la frontière nord du détroit de Taïwan.

## Histoire
L'administration japonaise érigea un bâtiment sur le cap en 1896 comme point de terminaison d'un câble sous-marin qui fut détruit pendant la Seconde Guerre mondiale. Le phare actuel fut construit par le gouvernement de la république de Chine en 1949 pour aider à guider le transport des marchandises, et sa tour octogonale en noir et blanc fut élaborée en 1962. Il a été ouvert au public en 2015, mais l'entrée n'est autorisée que le week-end car il abrite une station radar active de l'armée de l'air de la république de Chine.

## Parc du cap Fugui
Le parc du cap Fugui entourent le promontoire. Il comprend une plage rocheuse avec des ventifacts ou roches en forme de vent et une végétation tropicale luxuriante. Il existe un sentier pédestre autour du cap partant du port de Fuji (富基漁港; Fùjī Yúgǎng) et allant au village de Laomei en passant par le labyrinthe de briques de Laomei,. D'anciennes casernes militaires de la république de Chine furent converties en un centre artistique. En septembre et octobre, le festival de cerfs-volants du district de Shimen est tenu dans le parc.

## Transport
Le cap est environ au 26ème kilomètre le long de la Provincial Highway 2. Il s'avère parfois inaccessible à cause de chutes de pierre au cours d'épisodes de pluies abondantes, comme celles de juin 2017.

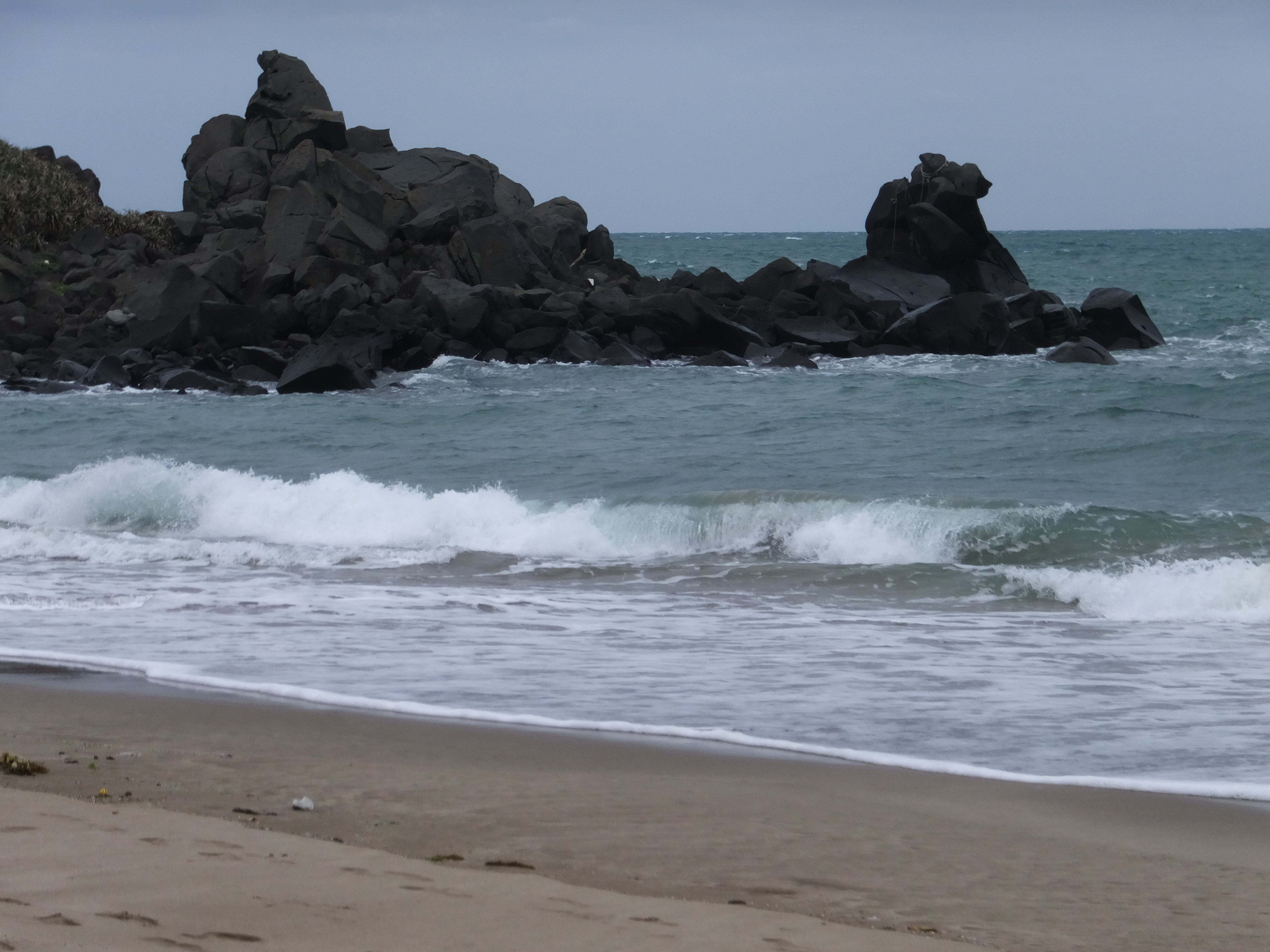
Point Dapian

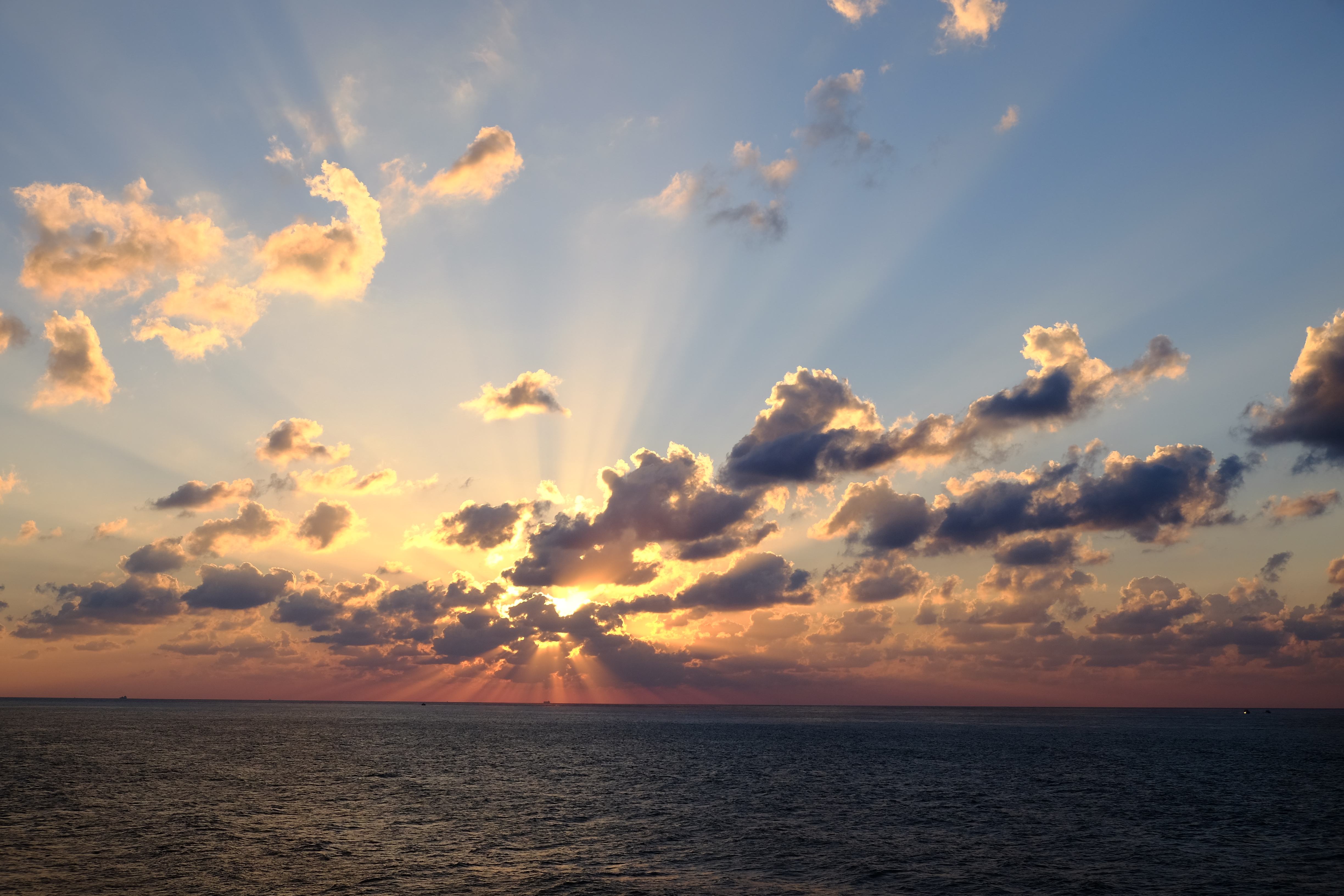
Coucher de soleil surplombant le détroit de Taïwan près du cap Fugui.